# ひぼこホール
ひぼこホール（Hiboko Hall）は兵庫県豊岡市出石町にあった、豊岡市が運営するコンサートホール、文化交流施設である。

## 概要
1994年に但馬地域全域で開催された「但馬の理想の都の祭典」のサブ会場として、また同町の文化交流施設として開設された。旧：出石町が設置、合併後は豊岡市が管理運営を行っていた。
施設は大ホール、小ホール、ギャラリーなどで構成されており、出石町の芸術、文化、交流の拠点施設となっていた。
屋根や外壁などの建物の劣化に加え、設備等の老朽化が進んでいるため、2018年8月1日に使用停止となり、地元の反対を押し切る形で2019年度に解体された。

## 施設
- 大ホール - 412席（幅12.6m、奥行き10m、高さ7m）
- 小ホール
- 駐車場 - 普通車137台、大型8台

## 交通アクセス
- JR西日本 山陰本線 豊岡駅より全但バス出石方面行き乗車、バス停「水上（むながい）」下車